# Azalea (米津玄師の曲)
「Azalea」（アザレア）は、日本のシンガーソングライター・米津玄師の楽曲。配信限定シングルとしてSony Music Labelsより2024年11月18日に各音楽配信サービスにてリリースされた。

## 背景と制作
「Azalea」は、2024年11月14日に配信が開始したNetflixシリーズ『さよならのつづき』の主題歌として書き下ろされた。
共同編曲には同年5月リリースの「毎日」と同じくYaffleが参加している。米津玄師はインタビューにて、『LOST CORNER』の多くの収録曲よりも先に制作されたと語っている。

## リリースとプロモーション
2024年10月2日、本楽曲を一部使用した『さよならのつづき』の予告編公開と共に米津の主題歌担当が告知された。同時に、堀越照雄が手がけたアーティスト写真も公開された。
『さよならのつづき』配信日となった11月14日に米津自身が手がけたジャケットアートワークが公開。
11月18日、本作の配信が開始。同年8月発売のアルバム『LOST CORNER』以来約3か月ぶりの新譜リリース、「毎日」以来約6か月ぶりのシングル発売となった。同日20時には山口祐果監督のミュージックビデオも公開された。
11月26日、『さよならのつづき』本編映像とコラボしたスペシャルミュージックビデオが公開。

## チャート成績
各種配信サイトで1位にランクインし、25冠を獲得した。
11月27日発表のBillboard Japan Download Songsおよびオリコンデジタルシングル（単曲）ランキングで週間1位を獲得した。これにより、米津玄師はオリコンデジタルシングルランキングの首位獲得作品数歴代単独1位となった。

## 収録内容
| #         | タイトル   | 作詞・作曲 | 編曲             | 時間 |
| --------- | ---------- | ---------- | ---------------- | ---- |
| 1.        | 「Azalea」 | 米津玄師   | 米津玄師、Yaffle | 3:28 |
| 合計時間: | 合計時間:  | 合計時間:  | 合計時間:        | 3:28 |

## タイアップ
- Netflixシリーズ『さよならのつづき』主題歌